# Головатенко Людмила Іванівна
Людмила Іванівна Головатенко (нар. 22 травня 1958, село Міжгір'я, тепер Білогірського району Кримської області) — українська радянська діячка, маляр-штукатур Феодосійського будівельного управління. Депутат Верховної Ради УРСР 11-го скликання.

## Біографія
Освіта середня.
З 1975 року — штукатур-маляр Феодосійського будівельного управління Кримської області.
Проживає в місті Феодосії Автономної Республіки Крим.

## Нагороди
- ордени
- медалі